# Martin Kirketerp
Martin Kirketerp Ibsen (Aarhus, 13 luglio 1982) è un velista danese.
Ha vinto una medaglia d'oro olimpica nella vela alle Olimpiadi 2008 tenutesi ad Pechino, in particolare nella classe 49er.